# Feticidio

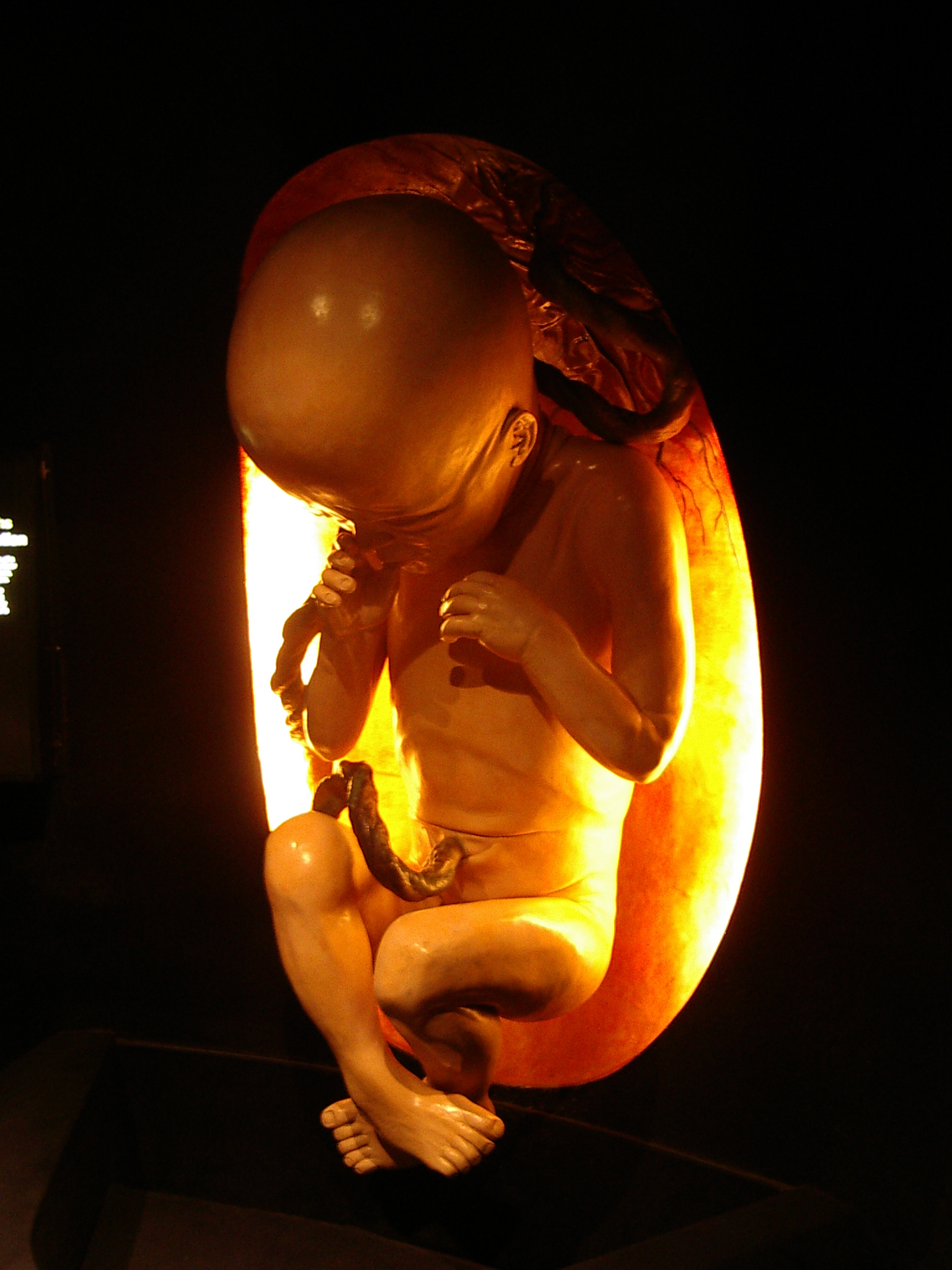
Recreación de un feto humano de 35 semanas, 2004.

El feticidio es la acción y efecto de dar muerte a un feto. Es considerada una acción intermedia entre el aborto y el infanticidio, diferenciándose del aborto en que este último consiste en la finalización prematura del embarazo de forma natural, hecha antes que el feto pueda sobrevivir fuera del útero. El jurista italiano, Francesco Carrera, señala que «El feticidio es la muerte del feto dentro del útero, o se entiende la violenta expulsión del vientre materno, de la que sigue la muerte del feto».
En algunos países, el derecho penal, según las circunstancias específicas, trata el acto de matar a un feto como un asesinato, homicidio por negligencia, aborto, u homicidio.

## Concepto
Los fetos nacidos antes de 25 semanas muchas veces son clasificados como no-viables, y la mitad de los que nacen con 25 semanas gestadas consigue sobrevivir. En muchos países, la ley permite el aborto hasta las 24 semanas de gestación, entendiendo que después de este tiempo el bebé podría ser considerado «viable», viviría fuera de la madre, y por lo tanto esta no puede decidir abortarlo.

## Historia
El Código de Hammurabi, que data del siglo XVIII a. C., destacaba aspectos de la reparación debida a las mujeres libres en casos de abortos provocados mediante violencia por golpes, exigiéndose el pago de 10 siclos por el feto perdido.
En Egipto se permitía el aborto pero se castigaba severamente el infanticidio. Los hebreos, por su parte, penaban solamente los abortos causados violentamente.
En Roma, el sujeto de derechos era aquel que reunía cuatro condiciones:
- Existencia del hombre: Para  que  el  hombre  fuera  considerado  como  existente  y  capaz  de  ser sujeto de derechos necesitaba cumplir con los siguientes requisitos: 
  - Nacimiento efectivo: El nuevo ser debía estar totalmente desprendido del  claustro  materno,  es  decir,  que  ya  estuviera  cortado  el  cordón umbilical,  y  por  lo  tanto,  ya  no  dependiera,  para  su  existencia,  de  la ayuda  de  su  madre.
  - Nacimiento  con  vida:  Para  el  nacimiento  se  entendía  ser  necesario que  el feto  se hubiera  separado  del  útero materno, fuese  cualquiera  la manera como se realizara dicha separación.  Los  romanos creyeron suficiente, para que se verificare el nacimiento, la  salida  del  feto  del  vientre  materno.  Hasta  ese  momento  el  feto  se consideraba   común   mente,   entre   los   romanos,   como   una   portio mulieris-parte de la mujer. Sin embargo, porque constituía esperanzas fundadas de hombre, era el feto protegido por el Derecho Romano, aun durante  la  época  de  la  gestación  en  los  primeros  tiempos  del  Status Civitas las leyes establecían que se suspendería la ejecución capital de la  mujer  que  se  hallare  en  cinta: praegnatis  mulieris  consumendae-domnatae  poena  diffetur  quoad  pariat.  Más  tarde  se  ordenó  que el magistrado diera un  curador-guardador  (curador  ventris)  al  que  aún  no hubiese nacido, y que este pudiera ser instituido válidamente heredero. De allí  viene la palabra celebre Nasciturus pro iam habeatur, quotiens de  uius  commodis,  agitur.  El  que  va  a  nacer,  es  considerado  por  las leyes como ya nacido, cuando se trata de sus provechos.[9]
  - Parto viable: El parto debía ser de término, es decir que no hubiera sido prematuro. La no viabilidad se refería a la situación en la cual el feto  no  hubiera  alcanzado  en  el  claustro  materno,  el  desarrollo suficiente  para  seguir   viviendo  después  del  parto. Es  decir,  la incapacidad orgánica del feto para continuar con vida.
- Estado de libertad (Status Libertatis) La  libertad  en  sentido  jurídico  se  definió  como:  «aquella  facultad  de hacer lo que se quiere, menos lo que está prohibido por el derecho o impedido por la violencia»; es decir, es la facultad de disponer como se  quiera  de  uno  mismo  y  de  sus  actos,  en  los  límites  establecidos 6por  el  Derecho.  En  el  Derecho  Romano,  los  que  tenían  libertad  se llamaban  «libres»,  y    los  que  estaban  privados  de  estas  facultades eran llamados «esclavos», los cuales eran considerados objetos. El estado de libertad se adquiría por el nacimiento ("ingenuo") o por la liberación de la esclavitud («libertos»), es decir, es «ingenuo» el que nace  de  personas  libres.  Todos  aquellos  que  nazcan fuera  del matrimonio,  seguirán  la  condición  de  la  madre.  Los libertos  eran esclavos  liberados,  o  sea,  una  renuncia  del  amo  a  la  potestad  que tiene sobre su esclavo.
- Estado de ciudadano (Status Civitatis).[8]

Con la llegada del cristianismo cambia radicalmente el pensamiento y, posteriormente, las leyes. La tesis central del cristianismo era que a partir del momento de la fecundación se constituye ya una vida humana, que posee dignidad y honor similares a los de cualquier ser humano ya nacido; afirmando que el embrión recibía directamente de Dios su alma racional en el mismo momento de la concepción. Por el contrario, la tesis de la animación retardada sostiene que el alma se integra al cuerpo cuando el embrión humano está lo suficientemente conformado para recibirla. A partir de esta última postura la Iglesia Católica distinguía la muerte del feto que aún no tenía alma de aquel en el que ya residía. «El feto no era un ser humano con alma humana hasta, al menos, 40 días después de la concepción».

## En el aborto legal
En uso médico, su uso simplemente significa causar la muerte fetal, generalmente a priori a una forma de aborto.  El Colegio Real de Obstetras y Ginecólogos recomienda que el sacrificio fetal «se realice antes de un aborto con medicamentos después de las 21 semanas y 6 días de embarazo para garantizar que no haya riesgo de un nacimiento vivo».  En el aborto después de 20 semanas, la inyección de digoxina o cloruro de potasio para detener el corazón fetal puede usarse para lograr la muerte fetal.

### Estados Unidos

Leyes de homicidio fetal en los Estados Unidos:
Asesinato.
Otro crimen contra el feto.
Depende de la edad del feto.
Ataque a las mujeres.

En los Estados Unidos, la Corte Suprema dictaminó que la prohibición legal de los procedimientos se extiende y la extracción válida no se aplica si el embrión se completa antes de que comience la cirugía. El common law indica que el aborto realizado antes de la «aceleración» –el  primer  movimiento  reconocible  del  feto  en  el  útero,  que  por  lo  general aparece entre la semana 16 y 18 del embarazo– no se perseguía como un crimen.
Actualmente, treinta y cinco estados reconocen al «niño por nacer» o al feto como el asesinato de la víctima, y 25 de esos estados aplican este principio durante todo el período de desarrollo prenatal.  Estas leyes no se aplican legalmente a los abortos. Los tribunales federales y estatales han sostenido sistemáticamente que estas leyes no entran en conflicto con las decisiones del Tribunal Supremo de los EE. UU. sobre el aborto. Por ejemplo, todavía se puede acusar a alguien de feticidio en Georgia al causar la muerte del feto del útero dentro de una madre.
Al menos ocho estados (Colorado, Connecticut, Delaware, Iowa, Maine, Nuevo México, Oregón y Wyoming) tienen leyes de aumento de la pena por delitos contra mujeres embarazadas. Estas leyes se consideran diferentes a las leyes de homicidio fetal porque no crean un cargo penal separado por la pérdida del feto. Las leyes en estos estados consideran la pérdida o daño a un feto en relación con la mujer embarazada o su embarazo. Dependiendo de la interpretación, algunas entidades pueden ver el alcance de este problema de manera diferente. Esta página web está destinada a incluir una serie de leyes sobre este tema y no pretende servir como fuente de definiciones legales.
En 2004, el Congreso aprobó reconocer al «niño en el útero» como una víctima legal si es herido o muerto durante la comisión de cualquiera de los delitos federales de violencia actuales.  Estos delitos incluyen ciertos actos que constituyen delitos federales independientemente de donde ocurran (por ejemplo, algunos actos de terrorismo), delitos en las jurisdicciones federales, delitos relacionados con el régimen militar, delitos relacionados con algunos funcionarios federales y otros casos especiales.  La ley define al «niño en el útero» como «un miembro de la especie humana sabia, en cualquier etapa de desarrollo, que se lleva a cabo en el útero».

### Reino Unido
En la ley inglesa , el feticidio es el asesinato de un niño «capaz de nacer vivo», antes de que obtenga una «existencia independiente».  La Ley de delitos de 1958 definió el «niño vivo» como un embarazo de 28 semanas, que luego se redujo a 24 semanas. La Enmienda de 1990 a la Ley de Aborto de 1967 significaba que un médico no podía ser culpable del delito.
La acusación de destrucción de un niño es rara. A una mujer, que tuvo un aborto inseguro mientras estaba embarazada en el mes, se le decretó a una sentencia suspendida de 12 meses en 2007, la Fiscalía estaba al tanto de cualquier condena similar.